# Новиков Микола Фролович
Микола Фролович Новиков (1891, місто Санкт-Петербург, Російська Федерація — розстріляний 30 жовтня 1937, Москва) — радянський партійний діяч, начальник Політичного управління Українського військового округу, завідувач організаційного відділу ВЦВК СРСР. Член ЦК КП(б)У в квітні 1923 — травні 1924 р. Кандидат у члени Організаційного бюро ЦК КП(б)У в квітні 1923 — травні 1924 р. Член Центральної контрольної комісії ВКП(б) у травні 1924 — грудні 1927 р.

## Біографія
Здобув початкову освіту.
Член РСДРП(б) з 1912 року.
З 1918 року служив у Червоній армії.
У листопаді 1921 — квітні 1924 р. — член Революційно-військової ради Західного фронту.
У грудні 1922 — 1924 р. — начальник Політичного управління Українського військового округу.
З серпня 1925 року — член Комісії з оборони Центральної Контрольної Комісії ВКП(б). Працював відповідальним інструктором ЦК ВКП(б), а у 1930—1932 роках — на відповідальній роботі у Всесоюзному центральному виконавчому комітеті (ВЦВК) СРСР.
З квітня 1932 року — заступник голови Вищої ради з фізичної культури при ВЦВК.
До серпня 1937 року — заступник секретаря і член Президії ВЦВК, завідувач організаційного відділу ВЦВК СРСР.
22 серпня 1937 року був заарештований, засуджений до смерті та страчений.